# Консульские фасты
Ко́нсульские фа́сты — погодный список (фасты) магистратов-эпонимов Римской республики по годам занятия ими должностей, которые позволяют хронологически привязать к конкретным годам различные события истории Древнего Рима. Среди наиболее важных дошедших до нас консульских фастов выделяются:
- список консулов в сочинении Диодора Сицилийского Bihliotheca с 480 года до н. э. до 302 года до н. э.
- список консулов Тита Ливия с 1 года республики (509 до н. э.) до 293 года до н. э. и с 218 года до н. э. до 167 года до н. э.
- список консулов Дионисия Галикарнасского с 1 года республики до 443 года до н. э.

Менее полные списки содержатся в сочинениях Полибия, Цицерона, Плиния Старшего, Диона Кассия (дошедших через Иоанна Зонару).
Значитальным событием в изучении истории Древнего Рима было обнаружение в 1546 году на Римском форуме мраморных плит, содержащих консульские фасты (так называемые Капитолийские фасты).
Несмотря на то, что различные списки содержат разночтения и фрагментарны, в настоящее время учёным удалось восстановить по различным источникам с большой долей точности полный список консульских фастов.